# 狸花猫
狸花猫（りかびょう）は、中華人民共和国原産の猫の品種である。ドラゴンリー（英: Dragon Li）、チャイニーズリーファ（英: Chinese Li Hua）とも呼ばれる。
中国愛猫家協会によって品種として認められているが、CFAには認められていない。

## 概要
名前の『花』ははっきりとした縞模様を指しており、『狸』はネコ科を意味している。